# 卢英 (江陵)

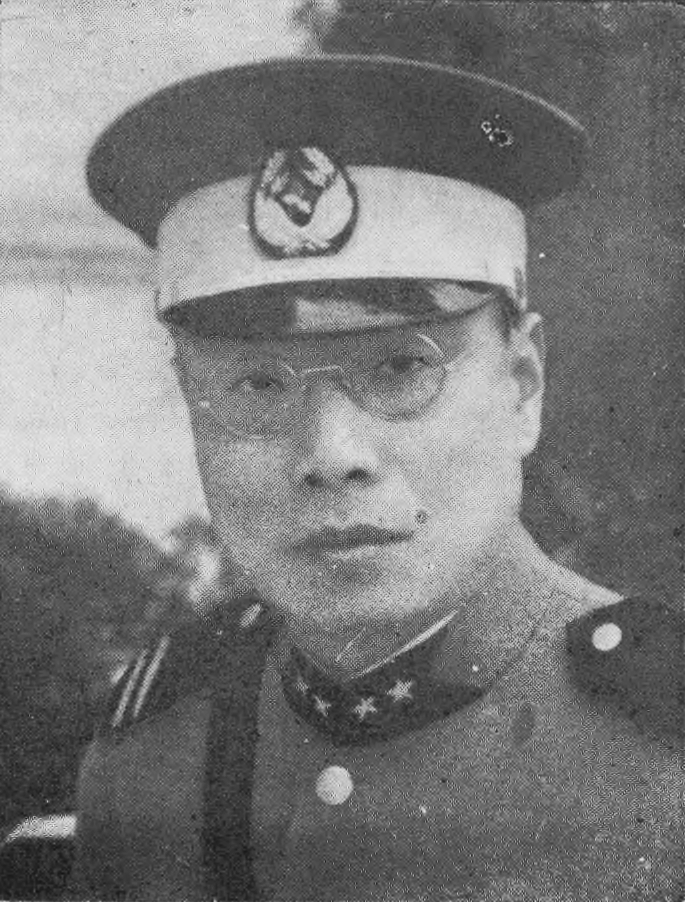
盧英

卢英（1894年—1950年），字楚僧，湖北江陵人。
卢英毕业于保定陆军军官学校第二期步科。毕业后，曾担任过湖北第一旅连长，学兵保定军校步兵科队长，四川军官教育团教官，陆军第一师工兵营营长，沪杭甬警备司令部参谋等职。其后，又历任畿南招抚使暂编第四师参谋处处长，第四师第十四团团附、营长，暂编第七十军第十二师中将参谋长，第二十六军第三师第七团团长，浙沪警备司令部侦缉处处长等。
抗日战争中，历任汪精卫政权的国民党中央委员、上海保安司令部副司令、军事委员会委员、上海市警察局副局长、国民政府参军长等。抗日战争结束后被捕，1950年被处决。